# Корнилов, Михаил Семёнович
Михаил Семёнович Корнилов (1923—1943) — сержант Рабоче-крестьянской Красной Армии, участник Великой Отечественной войны, Герой Советского Союза (1944).

## Биография
Родился в 1923 году в деревне Могутово (ныне — Молоковский район Тверской области). Окончил начальную школу, некоторое время учился в средней школе. Был комсоргом в колхозе. 
В 1941 году был призван на службу в Рабоче-крестьянскую Красную Армию. С мая 1942 года — на фронтах Великой Отечественной войны. К октябрю 1943 года сержант Михаил Корнилов был наводчиком орудия 936-го стрелкового полка 254-й стрелковой дивизии 52-й армии Воронежского фронта. Отличился во время битвы за Днепр.
1 октября 1943 года расчёт под командованием Михаила Корнилова переправился через Днепр в районе села Крещатик Черкасского района Черкасской области Украинской ССР и с ходу вступил в бой с противником, уничтожив 2 пулемёта и 2 артиллерийских орудия, что способствовало успешной переправе передовых частей. Последующие дни расчёт успешно отражал немецкие контратаки. Во время одной из них уничтожил 2 танка противника, заставив повернуть остальные. Когда весь его расчёт выбыл из строя, а орудие было уничтожено, продолжал сражаться с противником, не позволив ему пройти. В тех боях получил тяжёлое ранение, от которого умер в госпитале 5 ноября 1943 года. Похоронен в селе Цветово Зеньковского района Полтавской области Украины.
Указом Президиума Верховного Совета СССР «О присвоении звания Героя Советского Союза офицерскому, сержантскому и рядовому составу Красной Армии» от 22 февраля 1944 года за «образцовое выполнение боевых заданий командования при форсировании реки Днепр, развитие боевых успехов на правом берегу реки и проявленные при этом отвагу и геройство» был удостоен посмертно высокого звания Героя Советского Союза. Также посмертно был награждён орденом Ленина.
Память
В честь Корнилова названа улица в Молоково.